# Calvert (aeronautica)
Il Calvert è uno dei sistemi di illuminazione (in inglese Approach Lighting System) omologati dall'ICAO e impiegato per le teste delle piste di atterraggio negli aeroporti. Consiste in un insieme di luci disposte secondo un preciso criterio e si prefigge con la sua forma di aiutare il pilota ad allinearsi correttamente alla pista prima di toccare terra.

## Storia
Il sistema di guida e illuminazione prende il nome dal britannico  Edward S. Calvert del Royal Aircraft Establishment di Farnborough. Venne dato l'incarico nel 1946 di studiare delle luci utili per assistere i piloti in atterraggio. Calvert, dopo approfonditi studi sulla percezione visiva, arrivò alla conclusione che il metodo migliore per far allineare gli aerei nelle fasi finali del volo, fosse di disporre delle luci a prolungamento della pista. Ulteriormente, ebbe l'idea di introdurre  delle linee illuminate trasversali di dimensioni diverse, ma disposte a intervalli regolari lungo le luci di prolungamento. Osservando le linee trasversali dall'aereo, è possibile rendersi conto se l'aereo sta procedendo inclinato su di un lato. Inoltre, durante gli ultimi metri di volo prima di toccare terra, se l'aereo sta scendendo con l'angolo di discesa corretto, le linee trasversali sono di lunghezza tale per cui il pilota, quando vi passerà sopra, le vedrà sparire sotto il muso dell'aereo tutte della stessa lunghezza apparente.
Nel 1949, l'ICAO sollecitò l'introduzione di nuovi sistemi di illuminazione in grado di guidare il pilota nell'ultima fase dell'atterraggio. L'evoluzione dei sistemi di navigazione di precisione in condizioni di assenza di visibilità, infatti, creava un momento critico nell'ultimissima fase delle operazioni, quando il pilota doveva passare dalle condizioni di volo strumentale a quelle di volo a vista poco prima di toccare terra. L'ICAO lanciò quindi un bando internazionale e si dichiarò disposta a omologare il migliore tra i sistemi di illuminazione delle testate pista che le fossero stati presentati. Tre nazioni presentarono degli innovativi sistemi di illuminazione e guida: gli Stati Uniti presentarono il sistema Slope Line, il Regno Unito presentò proprio il sistema Calvert, mentre la Francia presentò un proprio sistema simile al Calvert, ma di forma diversa. Presso l'ICAO vi furono sostenitori di tutte le proposte ricevute e fu presa la decisione di non favorire in particolare nessuno dei sistemi rispetto agli altri e vennero pertanto omologati tutti e tre.

## Tecnica
Il sistema Calvert originale è costituito da una linea di lampade lunga 3000 piedi (910 metri), intervallate di 100 piedi (30 metri). Ogni 500 piedi (150 metri) viene disposta una linea di lampade trasversale alla pista, con lunghezza della linea crescente, quanto più ci si allontana dalla pista. Questo sistema viene definito come categoria ICAO prima ed è tuttora utilizzato nei paesi in via di sviluppo.
Il sistema base Calvert venne in seguito migliorato fino a creare due architetture  omologate dall'ICAO per l'utilizzo in condizioni di bassa visibilità e definite categoria ICAO seconda e categoria ICAO terza